# Средња техничка школа „Михајло Пупин” Београд
Средња техничка школа „Михајло Пупин” је средња стручна школа у четворогодишњем трајању. Налази се у центру Београда, на Тргу Николе Пашића 7, на градској општини Стари град.

## Историјат
Јавно предузеће Електропривреда Србије на челу са директором Милорадом Грчићем и директором Средње техничке школе „Михајло Пупин” др Братиславом Спасићем су потписали Споразум о стручно-едукативној сарадњи ради школовања кадрова кроз принципе дуалног образовања који су потребни ЕПС-у. Споразум подразумева образовање кроз вежбе и практичну наставу која ће се изводити у просторијама и објектима ЕПС-а, а коју ће реализовати професори школе уз надзор ментора–инструктора практичне наставе запослених у ЕПС-у. Поред редовног и ванредног школовања, пружају и услуге доквалификација и преквалификација и нострификације. Организовали су радионицу ноћне фотографије и технике сликања светлом и учествовали на Сајму образовања Вождовац 2022. године.

## Образовни профили
- Електротехника: Електротехничар мултимедије,[7] Администратор рачунарских мрежа,[8] Електротехничар енергетике,[9] Електромонтер мрежа и постројења[10] и Техничар мултимедија[11]
- Машинство и обрада метала: Техничар за роботику,[12] Бродомашински техничар,[13] Машински техничар,[14] Аутомеханичар[15] и Машинбравар[16]

## Галерија
- Зграда средње техничке школе „Михајло Пупин”
- Улаз у зграду средње техничке школе „Михајло Пупин”
- Улаз у средњу техничку школу „Михајло Пупин”